# 一路有你
《一路有你》，是一部由趙崇基執導，爾冬陞監製，古天樂、莫文蔚、黃奕出演的香港電影。電影以延續《忘不了》動人情事作宣傳，而故事跟忘不了一樣，都是以交通車禍作開始。宣傳標句：意外就是人生的一部份，它來了，躲也躲不開。

## 剧情简介
中港貨櫃車司機許城亮（古天樂飾）意外地撞死了剛懷孕的陸茵（黃奕飾）的丈夫，出於愧疚及在同居女友陳詠珊（莫文蔚飾）體諒下，一直想盡辦法作出補償。兩人相處下，感情發生了微妙的變化，茵在偶然機會下得知一直照顧自己的恩人正是撞死丈夫之人，因而無法面對許。同時珊亦沒法忍受此三角關係而提出分手……

## 人物角色
| 角色名稱     | 演員   |
| ------------ | ------ |
| 許城亮       | 古天樂 |
| 陳詠珊 Susan | 莫文蔚 |
| 陸茵         | 黃奕   |
| 張謙         | 印小天 |
| 阿標         | 黎耀祥 |
| 婉婉         | 車婉婉 |
| 小娟         | 陳西貝 |
| 李隊長       | 楊成成 |
| 內地律師     | 王春山 |

## 歌曲
| 曲別   | 歌名                         | 作曲   | 作詞           | 演唱                   |
| ------ | ---------------------------- | ------ | -------------- | ---------------------- |
| 主題曲 | 《世事何曾是絕對》（國、粵） | 盧冠廷 | 唐書琛、周禮茂 | 莫文蔚（原唱：盧冠廷） |

## 外部連結
- 開眼電影網上《一路有你》的資料（繁體中文）
- 豆瓣电影上《一路有你》的資料 （简体中文）
- 时光网上《一路有你》的資料（简体中文）
- 爛番茄上《一路有你》的資料（英文）
- 香港影庫上《一路有你》的資料（繁體中文）
- 互联网电影数据库（IMDb）上《一路有你》的资料（英文）